# Geschäftsraum
Geschäftsraum ist ein baulich abgeschlossener Raum, der vom Inhaber willentlich für eine gewisse Zeit oder dauernd hauptsächlich zum Betreiben gewerblicher, wissenschaftlicher, künstlerischer oder ähnlicher Zwecke bestimmt ist und hierfür auch tatsächlich genutzt wird. Gegensatz ist der Wohnraum.

## Allgemeines
Im Zusammenhang mit dem Straftatbestand des Hausfriedensbruchs und des Diebstahls (§§ 123 Abs. 1, § 124, § 243 Abs. 1 Nr. 1 StGB) verwendet das Gesetz die Begriffe Wohnung, Geschäftsräume oder befriedetes Besitztum, ohne sie zu erläutern, so dass sich die Rechtsprechung und Fachliteratur auch mit dem Begriff der Geschäftsräume auseinanderzusetzen hatte. Das Reichsgericht (RG) hatte bereits im Jahre 1886 hierüber im Falle eines mobilen Supermarkts zu befinden, den es als Geschäftsraum ansah. Das Strafrecht schränkt die Zwecke nicht notwendig auf Erwerbstätigkeit ein, während die zivilrechtliche Sichtweise nur solche Räume als Geschäftsräume ansieht, die zu geschäftlichen, insbesondere gewerblichen oder freiberuflichen Geschäftszwecken dienen. In § 2 Abs. 1 Geschäftsraummietengesetz vom Juni 1952 gab es eine Legaldefinition, wonach es sich um Räume handelt, „die nach ihrer baulichen Anlage und Ausstattung auf die Dauer anderen als Wohnzwecken, insbesondere gewerblichen oder beruflichen Zwecken zu dienen bestimmt sind und solchen Zwecken dienen“. Geschäftsräume gehören nach § 2 Abs. 3 Nr. 3 Wohnflächenverordnung nicht zur Wohnfläche. Es handelt sich nur dann um Geschäftsräume, wenn sie räumlich und funktionell von Wohnräumen getrennt und sie nicht mehr als räumliche Einheit anzusehen sind. Die Zweckbestimmung als Geschäftsraum ergibt sich mithin häufig bereits aus der baulichen Anlage und deren Ausstattung mit Betriebs- und Geschäftsausstattung. Geschäftsräume dienen der Abwicklung des Betriebsablaufs sowie der Aufbewahrung und dem Gebrauch betrieblich notwendiger Gegenstände und Unterlagen.

## Arten
Als Geschäftsräume gelten Restaurants, Gastwirtschaften, Fabriken, Werkstätten, Unternehmen, Tankstellen, Anwaltskanzleien oder Arztpraxen. Auch bewegliche Sachen wie fahrbare Schankwagen, fahrbare Zweigstellen, mobile Supermärkte, Zirkuszelte oder Werbestände können Geschäftsräume sein. Dagegen hielt das Reichsgericht im Jahre 1899 Straßenbahnwagen nicht für Geschäftsräume. In diesem Sinne ist zweifelhaft, ob bei Briefkastengesellschaften und Briefkastenbanken von Geschäftsräumen gesprochen werden kann, weil es hier an der Ausstattung und auch der tatsächlichen Nutzung fehlt.
Durch die betriebliche Nutzung dieser Geschäftsräume fallen Raumkosten an. Dazu gehören insbesondere Abschreibungen (bei Eigentum), Geschäftsraummiete (bei gemieteten Räumen), Kosten für die Reinigung oder Wartungsaufwand.

## Bedeutung
Der Begriff des Geschäftsraums ist für viele Rechtsgebiete von ausschlaggebender Bedeutung. Das BVerfG stuft die Schutzbedürftigkeit von Geschäftsräumen geringer ein als die „echter“ Wohnungen und hat deshalb Betriebs- und Geschäftsräume nur teilweise in den Schutzbereich der Unverletzlichkeit der Wohnung des Art. 13 Abs. 1 GG einbezogen. Dabei sind dem unkontrollierten öffentlichen Zutritt entzogene Wohnungen (Arztpraxen, Büroetagen) und der Öffentlichkeit umfassend zugängliche Geschäftsräume (Einkaufspassagen, Kaufhäuser) dem Schutzbereich in der Zeit ihrer Zugänglichkeit entzogen. Wohnungen dürfen nicht als Geschäftsräume genutzt werden („Zweckentfremdung von Wohnraum“), insbesondere bei Wohnungseigentum; nur Teileigentum darf für Geschäftsräume verwendet werden.
Eine Schriftform ist für Geschäftsraummietverhältnisse nicht erforderlich, die Kündigung von Geschäftsraummietverhältnissen unterliegt nicht dem Kündigungsschutz. Für Geschäftsräume im Sinne des § 580a Abs. 2 BGB gilt regelmäßig eine einfache Kündigungsfrist von 6 Monaten. 
Im Rahmen des Verbraucherschutzes steht dem Verbraucher bei außerhalb von Geschäftsräumen geschlossenen Verträgen und bei Fernabsatzverträgen nach § 312g BGB ein 14-tägiges Widerrufsrecht gemäß § 355 BGB zu. Dazu stellt § 312b Abs. 2 BGB die beweglichen Gewerberäume, in denen der Unternehmer seine Tätigkeit „für gewöhnlich“ ausübt, den unbeweglichen, in denen er seine Tätigkeit „dauerhaft“ ausübt, gleich. Außerhalb von Geschäftsräumen geschlossene Verträge sind nach § 312b Abs. 1 BGB etwa Verträge, die auf einem Ausflug (Kaffeefahrt) geschlossen werden.
Nach § 62 HGB muss der Arbeitgeber die Geschäftsräume so einrichten und fortlaufend unterhalten, dass die Gesundheit seiner Arbeitnehmer gewährleistet ist. Der Begriff der Geschäftsräume wird hierbei weit verstanden und umfasst alle dem Geschäftsbetrieb dienenden Grundstücke, Gebäude und Gebäudeteile einschließlich der Zugänge. Nach § 200 Abs. 2 AO kann die Finanzverwaltung eine Außenprüfung in den Geschäftsräumen des Steuerpflichtigen als zulässig annehmen. Denn das BVerfG macht das Betreten von Geschäftsräumen durch Dritte sowohl von einer gesetzlichen Ermächtigung (wie § 200 Abs. 2 AO in Verbindung mit § 413 AO) als auch von einem erlaubten Zweck abhängig. Bei der Zwangsvollstreckung spielen Geschäftsräume für das Betreten und die Durchsuchung eine besondere Rolle. Nach § 21 InsO kann das Insolvenzgericht die Durchsuchung von Geschäftsräumen und die Beschlagnahme von Geschäftsunterlagen des Schuldners anordnen. Der vorläufige Insolvenzverwalter darf gemäß § 22 Abs. 1 InsO die Geschäftsräume des Schuldners betreten und dort Nachforschungen anstellen. Zustellungen von Amts wegen können in der Wohnung, in Geschäftsräumen oder in Gemeinschaftseinrichtungen (§ 178 Abs. 1 ZPO) oder in einen zu der Wohnung oder dem Geschäftsraum gehörenden Briefkasten vorgenommen werden (§ 180 ZPO). Für die Durchsuchung von Geschäftsräumen ist eine richterliche Anordnung erforderlich (§§ 102 ff. StPO).

## International
In Art. 8 Europäische Menschenrechtskonvention (EMRK) ist das Recht auf Wohnung geschützt. Der EuGH hatte im September 1989 festgestellt, dass das Gemeinschaftsgrundrecht der Unverletzlichkeit der Wohnung für die Privatwohnung natürlicher Personen anzuerkennen sei, nicht aber für die Geschäftsräume von Unternehmen, da die Rechtsordnungen der EU-Mitgliedstaaten in Bezug auf Art und Umfang des Schutzes von Geschäftsräumen gegen behördliche Eingriffe nicht unerhebliche Unterschiede aufwiesen. Der EuGH verlangte lediglich, dass die Durchsuchung von Geschäftsräumen eine Rechtsgrundlage haben muss und nicht willkürlich oder unverhältnismäßig sein darf. Im April 2002 hatte sich dann der Europäische Gerichtshof für Menschenrechte mit der Frage zu befassen, ob auch die Geschäftsräume eines Unternehmens diesem Schutz des Art. 8 Abs. 1 EMRK unterliegen. Er entschied im Gegensatz zum EuGH, dass auch unter bestimmten Umständen die Geschäftsräume von Unternehmen diesen Schutz beanspruchen können.